# Каїн-Єлга (Туймазинський район)
Каї́н-Єлга́ (рос. Каин-Елга, башк. Ҡайынйылға) — присілок у складі Туймазинського району Башкортостану, Росія. Входить до складу Субханкуловської сільської ради.
Населення — 119 осіб (2010; 81 у 2002).
Національний склад:
- башкири — 62 %
- татари — 36 %